# Seavers Ridge
Seavers Ridge ist ein felsiger Gebirgskamm im ostantarktischen Enderbyland. Er ragt 22,5 km ostsüdöstlich des Mount Renouard auf.
Luftaufnahmen, die 1957 im Zuge der Australian National Antarctic Research Expeditions entstanden, dienten seiner Kartierung. Das Antarctic Names Committee of Australia benannte ihn nach James A. Seavers, Assistenzkoch auf der Mawson-Station im Jahr 1961, der dabei an Feldforschungseinsätzen teilgenommen hatte. 